# Sintaxe (lógica)
Em lógica, o termo sintaxe refere-se às regras que regem a composição dos textos em uma linguagem formal que constitui as fórmulas bem formadas de um sistema lógico. Ao fornecer uma interpretação, não faz sentido atribuir um significado para textos que não são fórmulas bem formadas.
Na ciência da computação, o termo sintaxe refere-se às regras que regem a composição de textos com significado em uma linguagem formal, tal como uma linguagem de programação, isto é, os textos para os quais faz sentido definir a semântica ou significado, ou fornecer uma interpretação.

## Sintaxe da lógica proposicional
A sintaxe da lógica proposicional é definida pela gramática
{\displaystyle L::=P|(\neg L)|(L\land L)|(L\lor L)|(L\to L)}
onde P é um conjunto enumerável de símbolos de proposições.
De acordo com esta gramática, são exemplos de fórmulas bem formadas na lógica proposicional:
- {\displaystyle p\land (\neg p)}
- {\displaystyle ((\neg p)\to q)\lor p)}
- {\displaystyle ((\neg p)\land q)\lor (q\to p)}

Também é normal incluir-se na sintaxe a fórmula {\displaystyle \bot } (absurdo) e {\displaystyle \top } (tautologia), como construtores 0-ários.

## Sintaxe da lógica de primeira ordem
A sintaxe da lógica de primeira ordem é parametrizada pela tupla {\displaystyle {\mathcal {<E,R>}}}, onde:
- {\displaystyle {\mathcal {E}}=<S,ar_{S}>} é a assinatura de termos, isto é, o conjunto de símbolos não-lógicos da lógica de primeira ordem.  {\displaystyle {\mathcal {}}S} é um conjunto de símbolos de funções e {\displaystyle {\mathcal {}}ar_{S}:S\to N} (onde {\displaystyle {\mathcal {}}N} é o conjunto dos números naturais) é uma função de aridade que, a cada símbolo de {\displaystyle {\mathcal {}}S}, associa o número de argumentos do respectivo símbolo (0 para as constantes).

- {\displaystyle {\mathcal {R}}=<R,ar_{R}>} é a assinatura de predicados. {\displaystyle {\mathcal {}}R} é um conjunto de símbolos de predicados e {\displaystyle {\mathcal {}}ar_{R}:R\to N} (onde {\displaystyle {\mathcal {}}N} é o conjunto dos números naturais) associa o número de argumentos a cada símbolo de predicado.